# Gökhan Öztürk
Gökhan Öztürk (* 22. März 1990 in Büyükçekmece) ist ein türkischer Fußballspieler in Diensten von Tepecikspor.

## Karriere

### Vereinskarriere
Gökhan Öztürk begann mit dem Vereinsfußball in der Jugend von Tepecikspor und wechselte ein Jahr später in die Jugend von Galatasaray Istanbul. 2004 unterschrieb er mit Galatasaray seinen ersten Profivertrag, spielte aber weiterhin für die Jugend- bzw. später Reservemannschaft. 
Im Sommer 2009 wechselte er nach dem Auslaufen seines Vertrages mit Galatasaray zum Ligakonkurrenten Gaziantepspor. Hier spielte er überwiegend in der Reservemannschaft und kam nur sporadisch bei den Profis zum Einsatz.
Zur Rückrunde der Saison 2011/12 spielte er für ein halbes Jahr als Leihspieler beim  Çaykur Rizespor. Dann wurde sein Leihvertrag in gegenseitigem Einvernehmen aufgelöst und Öztürk kehrte zu Gaziantepspor zurück. Dort saß er auf der Ersatzbank und kam nur in einer Pokalbegegnung zu einem Einsatz. Nach der Saison nahm er am Spor Toto Pokal teil und konnte diesen Pokal gewinnen. Öztürk spielte im Rahmen dieses Turniers in fünf Begegnungen.
Zum Sommer 2012 wechselte er zum Zweitligisten TKİ Tavşanlı Linyitspor. Im Frühjahr löste er seinen Vertrag mit Linyitspor auf und wechselte zum Drittligisten Altınordu Izmir. Mit diesem Klub erreichte er zwei Tage vor Saisonende die Drittligameisterschaft und damit den Aufstieg in die TFF 1. Lig.
Im Sommer 2014 kehrte er zu seinem ersten Klub, zu dem Istanbuler Drittligisten Tepecikspor zurück.

### Nationalmannschaftskarriere
Gökhan Öztürk fing früh an für die türkischen Jugendnationalmannschaften zu spielen. Er durchlief ab der U-15 nahezu alle Jugendmannschaften.

## Erfolge
Mit Gaziantepspor
- Spor-Toto-Pokalsieger: 2012

Mit Altınordu Izmir
- Meister der TFF 2. Lig und Aufstieg in die TFF 1. Lig: 2013/14